# 話語和社會
《話語和社會》（Discourse & Society）是一份1990年起出版的美國社會科學學術期刊，由SAGE Publications出版，現任主編是龐貝法布拉大學語言學教授托伊恩·凡·迪克（Teun A. van Dijk）。該期刊收錄與外顯理論結構、人類使用的文本、語言結構間的關係、語言互動或通訊、社會、政治、文化中的微觀或宏觀結構與認知社會表徵等相關的論文。
根據《期刊引證報告》數據顯示，《話語和社會》2010年時的影響因子是1.032，在129份社會學期刊中排名第41、在120份跨領域心理學期刊中排名第63、在67份通訊期刊中排名第23。

## 領域
《話語和社會》主要收錄批判論述分析（critical discourse analysis）領域文章，關注話語如何成為權力結構用以壓迫社會的工具；因此，該期刊文章經常討論種族主義、民族主義和性暴力論述如何再現於大眾媒體、教科書與政治場域中。至於其它話語研究，尤其是會話分析（conversation analysis）的文章，則被收錄在姊妹期刊《論述研究》中；而跨領域話語或通訊研究文章，則被收錄在《話語和通訊》中。

## 外部連結
- 《話語和社會》在出版社官網的介紹 （页面存档备份，存于） （英文）